# Сільвія Сімма
Сільвія Сімма (швед. Sylvia Simma; нар. 17 травня 1976) — шведська саамська політичнна діячка, яка з 2005 по 2009 рік була четвертим (і першою жінкою) керівником у шведському саамському парламенті.
Rваліфікованиq інженер-будівельник, працювала раніше в місті Седертельє, а зараз працює в LKAB у Кіруні.